# Francisco Gattorno
Francisco Alejandro Gattorno Sánchez, znany jako Francisco Gattorno (ur. 12 października 1964 roku w Santa Clara) – kubański aktor filmowy i telewizyjny, występujący w meksykańskich, kolumbijskich i amerykańskich telenowelach.
Był żonaty z Cynthią Klitbo (1995–97). W 1999 roku ożenił się po raz drugi z tancerką Belmaris González Suazo, mają bliźniaczki: Isabellę i Carolinę Alicię (ur. 2000).

## Filmografia

### Filmy fabularne
- 1985: Dziewczyny Dawida (Una novia para David) jako Miguel
- 1989: Psy są głodne (Los perritos tienen hambre)
- 1993: Tropikalne sny (Sueño Tropical)
- 1994: Truskawki i czekolada (Fresa y chocolate) jako Miguel
- 1998: Wprowadzenie w błąd krytyczny (Engaño mortal)
- 1999: Między południem a wieczorem (Entre la tarde y la noche)
- 2000: Zanim zapadnie noc (Before Night Falls) jako Jorge Camacho
- 2004: Żałobnicy (Las lloronas) jako Federico
- 2009: Bez niej (Sin ella) jako Fabian
- 2009: Szansa (Chance) jako Fernando

### Telenowele
- 1992: Sprzedawcy moich snów (Me alquilo para soñar)
- 1995: Dziedziczka (La Dueña) jako José María Cortez
- 1996: Ty i ja (Tu y yo) jako Ricardo
- 1996: Pole namiętności (Cañaveral de pasiones) jako Juan de Dios
- 1998: Paloma (Preciosa) jako Álvaro San Roman
- 1999: Labirynt namiętności (Laberintos de pasión) jako Pedro Valencia
- 2001: Dziewiąte przykazanie (El noveno mandamiento) jako Rodrigo Betancourt
- 2001: Wielbiciele pustyni (Amantes del desierto) jako Andres Bustamante
- 2002: Partnerzy na ratunek (Cómplices al rescate) jako Alberto Del Río
- 2003: Klasa 406 (Clase 406) jako Luis Felipe Villasana
- 2006: Kraina namiętności (Tierra de pasiones) jako Pablo González
- 2006–2007: Wdowa w bieli (La viuda de Blanco) jako Sebastián Blanco Albarracin
- 2009: Mój grzech (Mi Pecado) jako Rodolfo Huerta
- 2010: Ośmielać się śnić (Atrévete a soñar) jako Carlos Rincon
- 2012: Otchłań namiętności jako Braulio
- 2012–2013: Prawdziwe uczucie jako Santino "Salsero" Roca